# WTA Challenger de Santa Cruz de la Sierra
O WTA Challenger de Santa Cruz de la Sierra – ou Bolivia Open, atualmente – é um torneio de tênis profissional feminino, de nível WTA 125.
Realizado em Santa Cruz de la Sierra, no leste da Bolívia, estreou em 2024. Os jogos são disputados em quadras de saibro durante os meses de outubro e novembro.

## Finais

### Simples
| Ano  | Campeã      | Vice-campeã     | Resultado |
| ---- | ----------- | --------------- | --------- |
| 2024 | Anca Todoni | Emiliana Arango | 7–65, 6–0 |

### Duplas
| Ano  | Campeãs                              | Vice-campeãs                      | Resultado |
| ---- | ------------------------------------ | --------------------------------- | --------- |
| 2024 | Nuria Brancaccio Leyre Romero Gormaz | Aliona Bolsova Valeriya Strakhova | 6–4, 6–4  |